# Phương diện quân Pribaltic
Phương diện quân Pribaltic (tiếng Nga: Прибалтийский фронт), còn gọi là Phương diện quân Baltic, là một tổ chức tác chiến chiến lược của Hồng quân Liên Xô trong Thế chiến thứ hai. Hướng tác chiến chủ yếu của phương diện quân hoạt động theo hướng Baltic.

## Lịch sử
Phương diện quân Pribaltic được thành lập vào ngày 10 tháng 10 năm 1943 theo chỉ thị của Bộ Tổng tư lệnh Tối cao ngày 1 tháng 10 năm 1943, trên cơ sở bộ khung chỉ huy chiến trường của Phương diện quân Bryansk (đội hình 3). Đội hình phương diện quân được bố trí trên hướng Tây Bắc, hoạt động ở dải giữa Phương diện quân Tây Bắc và Phương diện quân Kalinin. Nhiệm vụ chính của phương diện quân là chuẩn bị một cuộc tấn công theo hướng của Nevel, Idrits, Valga, và một phần lực lượng tại Opochka, Ostrov và Pskov, phối hợp với các phương diện quân Tây Bắc, Phương diện quân Tây Bắc, Volkhov và Leningrad để tiêu diệt lực lượng chủ lực của Cụm tập đoàn quân Bắc (Đức) và ngăn chặn việc rút quân của nó đến Dvinsk, Riga.
Tuy nhiên, chỉ 10 ngày sau khi thành lập, ngày 20 tháng 10 năm 1943, theo chỉ thị của Bộ Tổng tư lệnh tối cao ngày 16 tháng 10 năm 1943, phương diện quân được đổi tên thành phương diện quân Pribaltic 2.
Lãnh đạo phương diện quân
- Tư lệnh phương diện quân: Đại tướng M.M. Popov
- Ủy viên Hội đồng Quân sự: Trung tướng L.Z. Mekhlis
- Tham mưu trưởng: Thiếu tướng N.P. Sidelnikov

## Biên chế chủ lực
- Tập đoàn quân xung kích 3
- Tập đoàn quân cận vệ 6
- Tập đoàn quân cận vệ 11
- Tập đoàn quân 11
- Tập đoàn quân 22
- Tập đoàn quân không quân 15
- Tập đoàn quân 20 (bổ sung ngày 15 tháng 10)